# (201) Penèlope
(201) Penèlope és un asteroide que forma part del cinturó d'asteroides descobert el 7 d'agost de 1879 per Johann Palisa des de l'observatori de Pula, a Croàcia.
Està anomenat per Penèlope, un personatge de la mitologia grega.